# Auslands-Filipinos
Ein  Auslands-Filipino ist eine Person philippinischen Ursprungs, die im Ausland lebt und arbeitet. Aufgrund der US-amerikanischen Besatzungszeit besitzen zahlreiche Filipinos gute Englischkenntnisse, die sie für den globalen Markt attraktiv machen.
Infolgedessen beherbergen zahlreiche Staaten Filipino-Gemeinschaften.

## Diaspora
Weltweit leben mehr als 10 Millionen Filipinos im Ausland, ungefähr 11 Prozent der Gesamtbevölkerung der Philippinen. Jedoch kann die Zahl der aufgrund einer großen Anzahl von illegalen Filipinos auf gut 12 Millionen erhöht werden.
Jedes Jahr senden die Philippinen mehr als eine Million seiner Staatsbürger aus, um vorübergehend im Ausland zu arbeiten. Auf den Philippinen werden diese temporär im Ausland Arbeitenden allgemein nur OFW genannt, was die Abkürzung von Overseas Filipino Worker (philippinische Übersee-Arbeiter) ist. Für das Jahr 2015 wurde deren Zahl auf rund 2,4 Millionen geschätzt. Gut die Hälfte davon arbeitet in Ländern des Nahen Ostens, da die Hürden dort eine Arbeit aufzunehmen vergleichsweise gering sind, gefolgt von Nachbarländern in Ostasien und Südostasien. Europa, Nord- und Südamerika sowie Australien spielen mit einem Anteil von rund 13 % bei der vorübergehenden Entsendung von Auslandsarbeitern nur eine geringe Rolle, da die Kriterien um in diesen Ländern eine Arbeit aufzunehmen sehr restriktiv sind. Andere wandern für immer in ihre Zielländer aus, um der teilweise großen Armut in ihrer Heimat zu entfliehen.
Angezogen durch Löhne im Ausland, welche die auf den Philippinen bei weitem übersteigen, wandern jedes Jahr Millionen von Filipinos ins Ausland aus, um als Ärzte, Buchhalter, Ingenieure, Matrosen, Bauarbeiter, oder Krankenpfleger zu arbeiten. Die meisten Filipinos senden ein Teil ihrer Löhne in die Heimat und bilden so einen wichtigen Wirtschaftsfaktor ihres Landes.

## Zielländer
Deutschland, Österreich, SchweizNach Angaben der Deutschen Botschaft in Manila lebten Ende 2009 rund 19.000 philippinische Arbeiter in Deutschland. Der Frauenanteil betrug 82 %. Die größte philippinische Gemeinde befindet sich in Hamburg mit knapp 2000 philippinischen Bürgern. In Österreich leben ebenfalls ca. 20.000 Filippinos, in der Schweiz knapp 4000.
Vereinigte StaatenIn den Vereinigten Staaten lebt mit ca. 2.807.731 mit Abstand der größte Teil der Auslands-Filipinos. Momentan bilden sie die zweitgrößte Einwanderergruppe in den USA.
KanadaMit etwa 350.000 philippinischen Einwanderern lebt nur eine kleine philippinische Gemeinde in Kanada. Sie gehören zu der drittgrößten asiatischen Einwanderergruppe.
ItalienIn Italien leben mehr als 500.000 „registrierte“ Filipinos. Die tatsächliche Zahl ist jedoch größer, da auch zahlreiche illegale philippinische Einwanderer in den Agglomerationen der italienischen Großstädte leben.
Vereinigtes KönigreichNahezu 200.000 philippinische Gastarbeiter und Einwanderer leben in Großbritannien, zumeist als Krankenpfleger, Entertainer und in andere Tätigkeiten im Dienstleistungssektor. Nach Angaben der Philippinischen Botschaft in London nehmen jährlich Zehntausende von Filipinos die britische Staatsangehörigkeit nach jahrelangem Aufenthalt im Land an.
GriechenlandMit etwa 65.000 Migranten war Griechenland in den 1980er und 1990er Jahren ein beliebtes Ziel für philippinische Gastarbeiter, doch die Anzahl ist seither vor allem aus wirtschaftlichen Gründen stark zurückgegangen.
SpanienMit rund 55.000 Immigranten bilden die Filipinos die zweitgrößte asiatische Einwanderergruppe hinter den Chinesen in Spanien. Die meisten leben im Großraum von Barcelona, Madrid und Sevilla.
IrlandMit momentan 16.000 Einwanderern wächst die Anzahl philippinischer Arbeitskräfte in Irland zunehmend.
JapanSchätzungsweise 500.000 Filipinos sind als Arbeitskräfte in Japan registriert.
KuwaitNach Schätzungen des philippinischen Außenministeriums leben (Stand: April 2018) ungefähr 262.000 Filipinos in Kuwait, von denen die meisten als Hausangestellte arbeiten. Im Januar 2018 stoppte Präsident Rodrigo Duterte angesichts von Fällen sexuellen Missbrauchs zeitweilig die Versendung von Arbeitsmigranten nach Kuwait. Mehrere Hunderte Filipinos wurden im Rahmen eines Rückkehrprogramms auf Kosten der Philippinischen Regierung in ihre Heimat geflogen, wobei diejenigen, die sich illegal im Land aufhielten, von Kuwait eine Amnestie erhielten. Am 29. April 2018 verlängerte Duterte nach Bekanntwerden eines Mordes den Stopp auf unbegrenzte Zeit. Bezüglich der Finanzierung der Repatriierung und der Perspektiven für eine erneute Arbeitsmigration verwies er auf enge Kontakte zu China. Im Mai unterzeichneten die philippinische und die kuwaitische Regierung eine Vereinbarung zum Schutz der philippinischen Arbeiter in Kuwait. Sie sieht unter anderem vor, dem Missbrauch durch eine Hotline und eine eigens eingerichtete Abteilung der Polizei entgegenzuwirken.
LibanonSchätzungsweise 40.000 philippinische Arbeiter leben im Libanon. Während der israelischen Bombardierungen von Hamas-Stellungen im Libanon im Sommer 2006 wurde ein Großteil der im Libanon lebenden Filipinos nach Zypern evakuiert.
Saudi-ArabienIn dem streng islamischen Land leben rund 2 Mio. Filipinos.
MalaysiaAufgrund ihrer geographischen Nähe leben ungefähr 450.000 Filipinos oder philippinisch-stämmige Personen in dem überwiegend islamisch geprägten Nachbarland. Gut die Hälfte dieser Menschen sind aber zumeist Nachfahren philippinischer Siedler, deren Vorfahren schon viele Generationen vor der Unabhängigkeit Malaysias in den nördlichen Bundesstaaten von Borneo ansiedelten. Bei den Neuankömmlingen handelt es sich zumeist um Wanderarbeiter und Flüchtlinge, die seit dem wirtschaftlichen Aufschwung der 1980er und 1990er Jahre in den Industrie- und Dienstleistungsbereichen, auf der malaiischen Hauptinsel im Großraum Kuala Lumpurs und deren benachbarten Städte leben.
SingapurRund 150.000 philippinische Wanderarbeiter sind im Dienstleistungssektor des kleinen asiatischen Tigerstaats tätig.
TaiwanEtwa 160.000 Filipinos arbeiten im Industrie- und Dienstleistungsbereich des umstrittenen Inselstaates.
SüdkoreaKnapp 65.000 philippinische Einwanderer leben und arbeiten im südlichen Teil der koreanischen Halbinsel.

## Belege
1. ↑  Philippine Statistics Authority: Gesamtzahl der OFW auf 2,4 Millionen geschätzt (englisch), abgerufen am 19. März 2017
2. ↑  Filipinos in Deutschland (Memento vom 4. April 2008 im Internet Archive), abgerufen am 22. April 2024.
3. 1 2  Philippines' Duterte says Kuwait work ban 'permanent'. In: Agence France Presse. 29. April 2018, abgerufen am 29. April 2018 (englisch).
4. 1 2  Report 250 thousand Filiponis in Kuwait work mostly in domestic service. In: kuwaitpage.online. 19. Januar 2018, archiviert vom Original (nicht mehr online verfügbar) am 29. April 2018; abgerufen am 29. April 2018 (englisch).  Info: Der Archivlink wurde automatisch eingesetzt und noch nicht geprüft. Bitte prüfe Original- und Archivlink gemäß Anleitung und entferne dann diesen Hinweis.
5. ↑  Over 2,200 Filipinos want to leave – Kuwait firmly denies ‘push’; 400 fly home. In: worldaffairsjournal.org. 11. Februar 2018, archiviert vom Original (nicht mehr online verfügbar) am 30. April 2018; abgerufen am 29. April 2018 (englisch).  Info: Der Archivlink wurde automatisch eingesetzt und noch nicht geprüft. Bitte prüfe Original- und Archivlink gemäß Anleitung und entferne dann diesen Hinweis.
6. ↑  Philippines, Kuwait ink deal on OFW protection. In: ABC-CBN News. 11. Mai 2018, abgerufen am 23. August 2018 (englisch).